# WinZip
WinZip er et grafisk (i modsætning til pkzip) computerprogram til styresystemet Windows, der bruges til komprimering af filer. WinZip har også et antivirusprogram som beskytter computeren. For få år
siden undersøgte eksperter i hvilke programmer det installerede i baggrunden, de mente at der var malware i WinZip mappen (PC Folder).
Udgivet af WinZip Computing Inc. i USA